# Magda Cornacchione Milella
Magda Cornacchione Milella (Picerno, 19 febbraio 1945) è una politica italiana.

## Biografia
Laureata in farmacia. Esponente del Partito Socialista Democratico Italiano, viene eletta alla Camera dei deputati nel 1994 coi Progressisti in Basilicata. Nell'autunno 1994 aderisce alla Federazione Laburista. Conclude il proprio mandato parlamentare nel 1996.